# Lijst van voetbalinterlands Malediven - Myanmar
Deze lijst van voetbalinterlands geeft een overzicht van alle officiële voetbalwedstrijden tussen de nationale teams van de Malediven en Myanmar. De landen hebben tot op heden vier keer tegen elkaar gespeeld. De eerste ontmoeting, een kwalificatiewedstrijd voor de Azië Cup 1996,  was op 1 juli 1996 in Bangkok (Thailand). Het laatste duel, een groepswedstrijd tijdens de AFC Challenge Cup 2014, werd gespeeld in Malé op 19 mei 2014.

## Wedstrijden
| № | Plaats    | Datum         | Competitie                 | Wedstrijd           | Uitslag |
| - | --------- | ------------- | -------------------------- | ------------------- | ------- |
| 1 | Bangkok   | 1 juli 1996   | Azië Cup 1996 kwalificatie | Birma − Malediven   | 3 − 1   |
| 2 | Singapore | 9 juli 1996   | Azië Cup 1996 kwalificatie | Malediven − Birma   | 1 − 4   |
| 3 | Malé      | 25 maart 2003 | Azië Cup 2004 kwalificatie | Malediven − Birma   | 0 − 2   |
| 4 | Malé      | 19 mei 2014   | AFC Challenge Cup 2014     | Malediven − Myanmar | 2 − 3   |

## Samenvatting
| Competitie            | Totaal gespeeld | Winst Malediven | Gelijk | Winst Myanmar | Doelsaldo Malediven – Myanmar |
| --------------------- | --------------- | --------------- | ------ | ------------- | ----------------------------- |
| Azië Cup-kwalificatie | 3               | 0               | 0      | 3             | 2 − 9                         |
| AFC Challenge Cup     | 1               | 0               | 0      | 1             | 2 − 3                         |
| Totaal                | 4               | 0               | 0      | 4             | 4 − 12                        |

FAM · A-internationals · Maldivisch vrouwenelftal
1980 - 1989 · 
1990 - 1999 · 
2000 – 2009 · 
2010 – 2019 ·
2020 − 2029
Afghanistan ·
Bahrein ·
Bangladesh ·
Bhutan ·
Brunei ·
Cambodja ·
China ·
Comoren ·
Filipijnen ·
Guam ·
Hongkong ·
India ·
Indonesië ·
Iran ·
Jemen ·
Kirgizië ·
Laos ·
Libanon ·
Maleisië ·
Mauritius ·
Mongolië ·
Myanmar ·
Nepal ·
Oezbekistan ·
Oman ·
Pakistan ·
Palestina ·
Qatar ·
Seychellen ·
Singapore ·
Sri Lanka ·
Syrië ·
Tadzjikistan ·
Thailand ·
Turkmenistan ·
Vietnam ·
Zuid-Korea
MFF · 
A-internationals · 
Myanmarees vrouwenelftal
1951 – 1959 · 
1960 – 1969 · 
1970 – 1979 · 
1980 – 1989 · 
1990 – 1999 · 
2000 – 2009 · 
2010 – 2019 ·
2020 − 2029
Bahrein ·
Bangladesh ·
Bolivia ·
Brunei ·
Burundi ·
Cambodja ·
China ·
DDR ·
Filipijnen ·
Guam ·
Hongkong ·
India ·
Indonesië ·
Irak ·
Iran ·
Israël ·
Japan ·
Kirgizië ·
Koeweit ·
Laos ·
Lesotho ·
Libanon ·
Libië ·
Luxemburg ·
Macau ·
Malediven ·
Maleisië ·
Marokko ·
Mongolië ·
Nepal ·
Nieuw-Zeeland ·
Noord-Korea ·
Oman ·
Oost-Timor ·
Pakistan ·
Palestina ·
Qatar ·
Singapore ·
Sri Lanka ·
Syrië ·
Tadzjikistan ·
Taiwan ·
Thailand ·
Turkmenistan ·
Verenigde Arabische Emiraten ·
Vietnam ·
Zuid-Korea ·
Zuid-Vietnam